# Округ Ла Крос (Висконсин)
Округ Ла Крос (енгл. La Crosse County) је округ у америчкој савезној држави Висконсин.

## Демографија
По попису из 2010. године број становника је 114.638, што је 7.518 (7,0%) становника више него 2000. године.
| Група             | 2000.           | 2010.           |
| Белци             | 100.332 (93,7%) | 104.417 (91,1%) |
| Афроамериканци    | 1.016 (0,9%)    | 1.610 (1,4%)    |
| Азијати           | 3.376 (3,2%)    | 4.742 (4,1%)    |
| Хиспаноамериканци | 990 (0,9%)      | 1.741 (1,5%)    |
| Укупно            | 107.120         | 114.638         |